# Tegen ongedierte
Tegen ongedierte is een hoorspel van Paul Barz. Schädlingsbekämpfung werd op 15 februari 1975 door de Sender Freies Berlin uitgezonden. Coert Poort vertaalde het en de NCRV zond het uit op maandag 21 maart 1977. De regisseur was Ab van Eyk. Het hoorspel duurde 43 minuten.

## Rolbezetting
- Dogi Rugani (opoe)
- Trudy Libosan (Irene Kaska)
- Pieter Lutz (Dr. Andreas Kaska)
- Johan te Slaa (Boreck)
- Cees van Ooyen (eerste tuinder)
- Piet Ekel (tweede tuinder)
- Hans Hoekman (derde tuinder)

## Inhoud
Dr. Andreas Kaska, een zeer gewaardeerde bedrijfspsycholoog van een grotere onderneming, heeft zich - om zijn superieuren met het door hem geliefde "contact met het volk" te imponeren - een volkstuintje aangeschaft en nodigt zijn collega’s uit voor een party. Alvorens evenwel de gasten aankomen, verschijnen de volkstuinders. Voor hen is de academicus een vreemd object, die zich bovendien heeft meester gemaakt van een stuk grond dat vroeger als dansvloer diente. Dus hakken ze - onder het voorwendsel van radicale tuindersvoorschriften - de haag om, vellen de appelboom en beginnen systematisch het terrein te egaliseren...